# San José de Ocoa
San José de Ocoa ist eine Provinz der Dominikanischen Republik. Die Provinz entstand am 1. Januar 2002 durch die Abtrennung von der Peravia. Auf den meisten Karten wird sie aber immer noch zur Provinz Peravia gezählt.

## Wichtige Städte und Ortschaften
- Rancho Arriba
- Sabana Larga
- San José de Ocoa
- El Pinar
- La Ciénaga
- Nizao-Las Auyamas